# Chen Zhen
Chen Zhen (xinès simplificat: 陈珍)  (11 de gener de 1963) fou una jugadora d'handbol xinesa que va competir durant la dècada de 1980.
El 1984 va prendre part en els Jocs Olímpics de Los Angeles, on guanyà la medalla de bronze en la competició d'handbol. Quatre anys més tard, als Jocs de Seül, fou sisena en la mateixa competició.